# Pinacosaurus
Pinacosaurus ("lagarto de prancha"), foi um gênero do grupo Ankylosauria de porte médio que viveram do final da idade Campaniana ao final da idade Santoniana do Período Cretáceo, há cerca de 85-75 milhões de anos, na Mongólia e na China. Eles apresentavam de dois a cinco buracos adicionais nas narinas que até o momento não foram explicados. Como todos os exemplares desse grupo eram herbívoros com alimentação adaptada ao pasto.

## Descrição
Os Pinacosaurus possuiam uma constituição leve, de médio porte, atingindo um comprimento de cinco metros. Como todos os anquilossaurídeos apresentava uma espécie de clava óssea no final da cauda, usada como arma de defesa contra predadores como o Velociraptor.
O elemento mais inusitado na amostra original é a presença de dois furos em forma de oval adicionais, um em cima do outro, onde as narinas são normalmente encontradas. Essas aberturas são características do gênero, sendo o número variável, há a descrição de quatro aberturas em um exemplar feita em 1999, já em 2003 foram descritas cinco aberturas em um exemplar juvenil.

## Descobertas

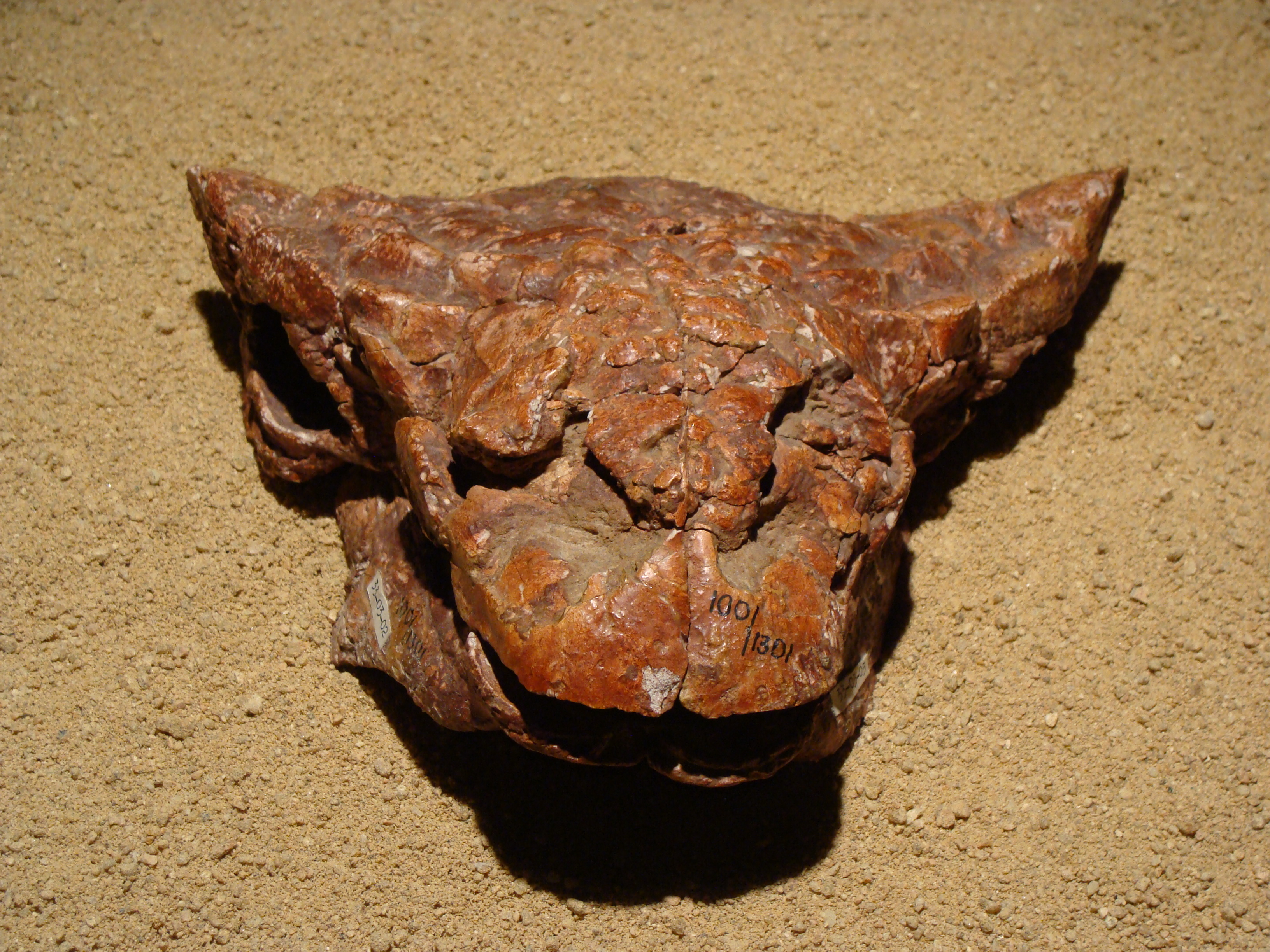
Fóssil do crânio de um Pinacosaurus grangeri

O Museu Americano de História Natural patrocinou diversas expedições asiáticas para o Deserto de Gobi, na Mongólia em 1920. Entre os muitos achados paleontológicos na formação Djadokhta em Shabarakh Usu temos os espécimes originais do Pinacosaurus. O holótipo (AMNH 6523) compreende fragmentos de ossos do crânio, mandíbulas, e placas dérmicas coletados em 1923.
O Pinacosaurus é o anquilossaurídeo asiático mais conhecido com mais de quinze espécimes encontradas, incluindo um esqueleto quase completo, cinco crânios e crânios parciais, além de dois exemplares juvenis encontrados juntos, provavelmente mortos por uma tempestade de areia.

## Classificação

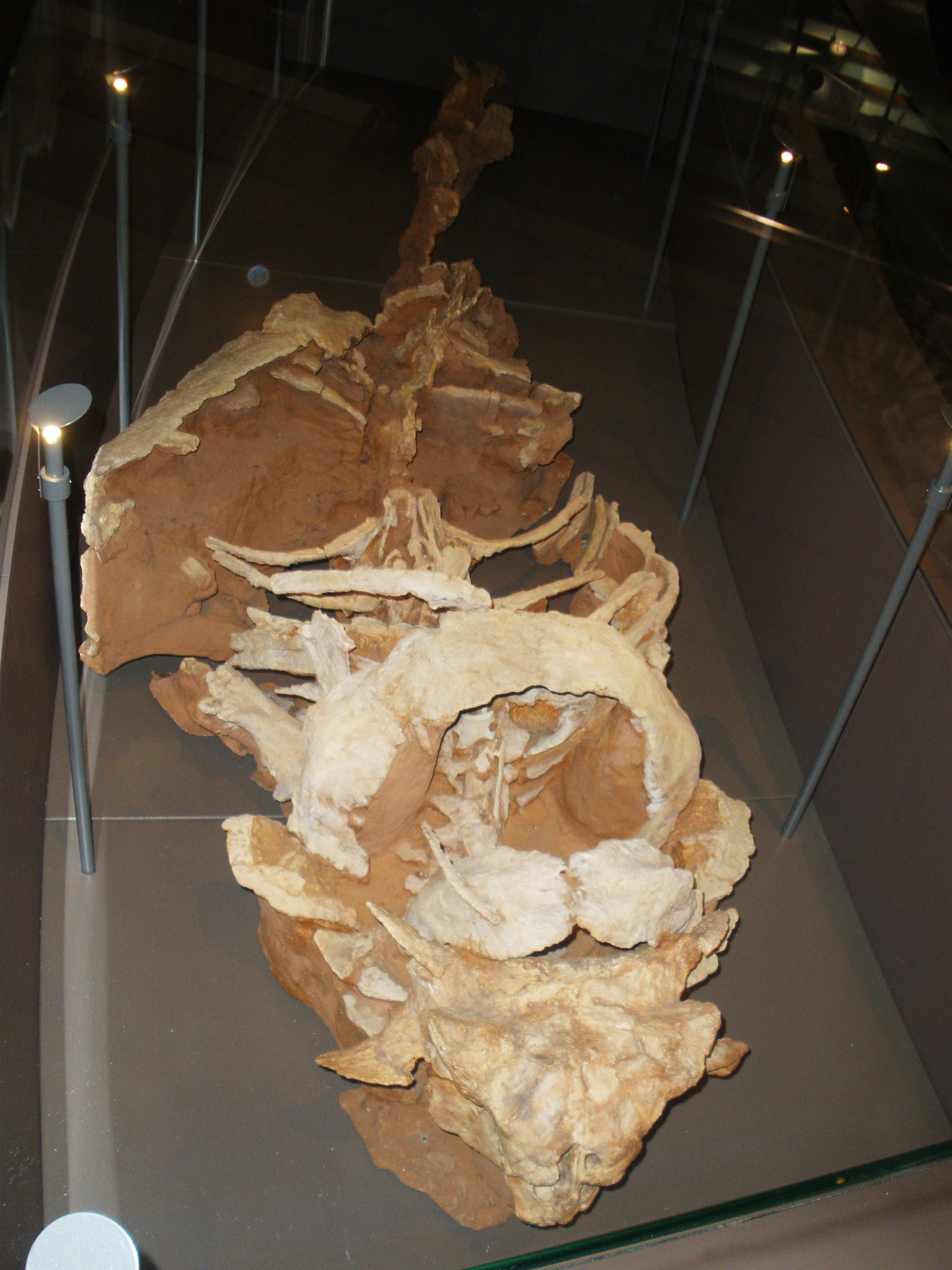
Fóssil de um Pinacosaurus mephistocephalus

A espécie descoberta originalmente é o Pinacosaurus grangeri. Descobertas na província de Ningxia, na China, levaram a descrição de um nova espécie em 1935, o Pinacosaurus ninghsiensis; porém atualmente considera-se que esses fósseis sejam da espécie Pinacossaurus grangeri.
Restos adicionais encontrados na China foram descritos em 1999 por Godefroit como uma nova espécie, Pinacosaurus mephistocephalus, com base nos chifres dérmicos secundários e características nasais. O melhor crânio preservado é de um exemplar juvenil, mas o holótipo é um crânio adulto mais longo do que largo, o que pode ser uma indicação de uma estrutura basal do grupo Thyreophora.
Originalmente foi colocada na família Nodosauridae sendo agora considerados da família Ankylosauridae.